# Edith Bosch
Edith Bosch (ur. 31 maja 1980 w Den Helder) – holenderska judoczka startująca w kategorii do 70 kg, srebrna medalistka olimpijska (2004) oraz brązowa w 2008, mistrzyni świata, czterokrotna mistrzyni Europy. Na igrzyskach w Londynie 2012 obezwładniła pijanego kibica, który rzucił butelkę na stadion olimpijski przed biegiem finałowym na 100 m z udziałem Usaina Bolta.